# チミケップ湖
チミケップ湖（チミケップこ）は、北海道東部、オホーツク管内網走郡津別町字沼沢にある湖である。

## 地理
約一万年前に地殻変動による崖崩れで谷がせき止められてできたと考えられている堰止湖。湖水は弱アルカリ性で、ヒメマスやウグイ、マリモ等が生息している。
湖周辺は自然歩道が整備されており、湖北東岸には町営キャンプ場、東岸には湖周辺唯一の宿泊施設であるチミケップホテルがある。南岸の端から200 m下流のチミケップ川には7段の岩床の上を流れ落ちる「鹿鳴（ろくめい）の滝」がある。
- 流入河川：オンネトシュ別川（弁天沢）、芦の沢、ヤマメの沢川（うぐいの沢）、オビオメの川（おびらめの沢）、こいの沢、鴨の沢、中の沢、小沢、入り江の沢、滝ノ沢[2]
- 流出河川：チミケップ川

## 生物

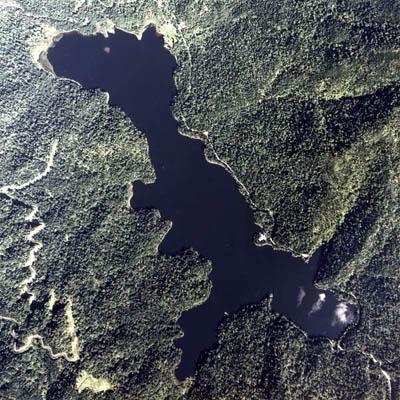
1977年

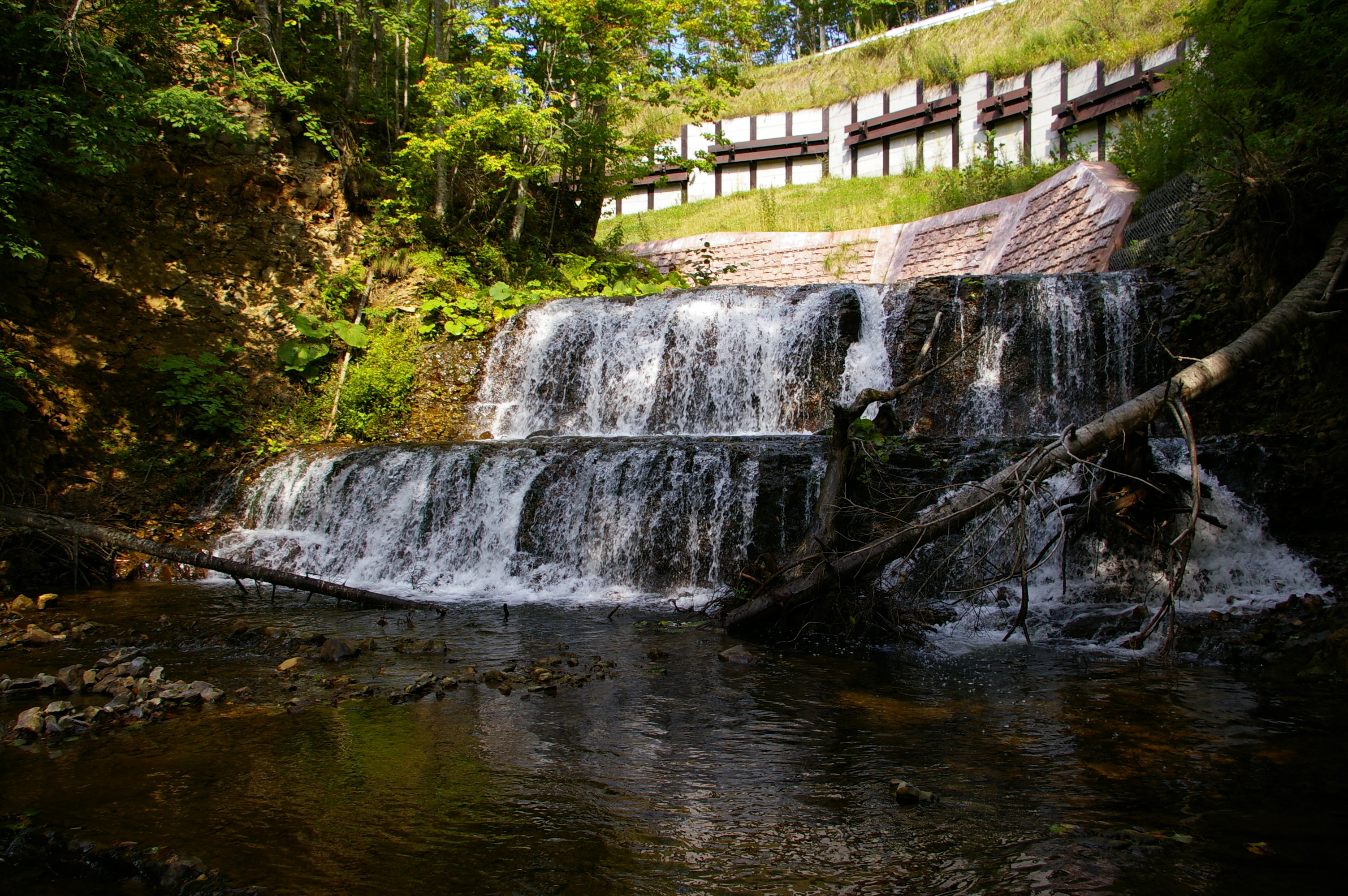
鹿鳴の滝

チミケップ湖は阿寒湖と共にヒメマスの原産地である。この二つの湖のヒメマスが支笏湖や十和田湖などに放流されて自生している。現在、原種のヒメマスではなく、支笏湖などからもってきて放流したヒメマスのみが生息しているといわれている。この、チミケップをヒメマス原産地とする説は明治時代のアイヌ上野啓吉の伝えによるが、これを疑い、むしろ啓吉自身が明治30年（1897年）前後に阿寒湖からチミケップに移入したのが事実ではないかとする説もある。
1933年（昭和8年）にワカサギが移植された。

## 名称の由来
「チミケップ」の名称はアイヌ語に由来し、原義不詳とする説もあるが、アイヌ語研究者の永田方正は「山水の崖を破りて流下する処。チミは分る意」と解釈した。
これについてアイヌ語研究者の山田秀三は「強いて読めば」と前置きしたうえで、永田が「チミケプ（cimi-ke-p）」（分ける・削る・もの〔川〕）と解釈したのではないかとして、本湖から流出するチミケップ川上流の峡谷の姿を表した解だろうと考えている。

## 交通
航空機は女満別空港、鉄道はJR石北本線・北見駅が最寄りとなる。
湖畔と周辺市町は北海道道494号訓子府津別線、北海道道682号二又北見線により結ばれている。湖周辺の道路は未舗装。道幅が狭く、路肩が弱いので注意が必要。冬季は開成峠（北海道道27号北見津別線）方面を除き通行止めとなる。
津別町中心部から北海道道27号を経て北見市へ向かう北海道北見バスの開成・津別線（旧・津別町営バス開成線）が「チミケップ入口」停留所を設置しているが、約7 km離れているため交通アクセスとしては機能していない。